# Baya Rahouli
Baya Rahouli (27 juli 1979) is een Algerijnse atlete, die is gespecialiseerd in diverse disciplines, waaronder de 100 m, 100 m horden, verspringen en hink-stap-springen. Ze werd negentienmaal Algerijns kampioene en nam driemaal deel aan de Olympische Spelen, maar won hierbij geen medailles.
Al in 1995 werd Rahouli op 16-jarige leeftijd voor het eerst nationaal kampioene bij het hink-stap-springen. Op de Pan-Arabische Spelen in 1997 in Beiroet won Rahouli zowel de 100 m, de 100 horden, het verspringen als het hink-stap-springen. Een jaar later werd ze wereldjeugdkampioene hink-stap-springen met een sprong van 14,04 m, een nieuw Afrikaans jeugdrecord. Amper één jaar later, op het WK 1999 in Sevilla eindigde ze als tiende met een sprong van 14,00.
In 2000 maakte Rahouli haar olympische debuut op de Spelen van Sydney. Met een sprong van 14,17 eindigde ze op een vijfde plaats bij het hink-stap-springen. Vier jaar later, op de Olympische Spelen van Athene sprong ze 14,86 ver, maar kwam hiermee niet verder dan een zesde plaats. Twee dagen ervoor had ze tijdens de kwalificatie met 14,89 een nieuw Algerijns record gevestigd.
Een jaar later, in 2005, kwam Baya Rahouli tijdens de Middellandse Zeespelen in het Spaanse Almería tot haar beste prestatie ooit: ze won het hink-stap-springen met 14,98. Bij de Wereldkampioenschappen in Helsinki, ruim een maand later, kon zij dit bereikte niveau echter niet vasthouden en eindigde ze met een wat tegenvallende beste sprong van 14,40 op de zevende plaats.
Op de Olympische Spelen van Peking geraakte ze met een beste sprong van 13,87 m niet door de kwalificaties.

## Titels
- Algerijns kampioene 100 m - 1997, 1998, 1999
- Algerijns kampioene 100 m horden - 1997, 1999
- Algerijns kampioene verspringen - 1997, 1998, 1999, 2002, 2004
- Algerijns kampioene hink-stap-springen - 1995, 1997, 1999, 2000, 2001, 2002, 2003, 2004
- Algerijns kampioene kogelstoten - 1997
- Wereldjeugdkampioene hink-stap-springen - 1997

## Persoonlijke records
Outdoor
| Onderdeel          | Prestatie | Datum            | Plaats  |
| ------------------ | --------- | ---------------- | ------- |
| 100 m              | 11,51     | 17 juni 1999     | Algiers |
| 100 m horden       | 13,50     | 1 augustus 1998  | Annecy  |
| verspringen        | 6,70 m    | 5 september 1999 | Rieti   |
| hink-stap-springen | 14,98 m   | 1 juli 2005      | Almería |

Indoor
| Onderdeel          | Prestatie | Datum            | Plaats    |
| ------------------ | --------- | ---------------- | --------- |
| 50 m               | 6,42      | 23 februari 1999 | Eaubonne  |
| 60 m               | 7,45      | 23 februari 1999 | Eaubonne  |
| hink-stap-springen | 14,31 m   | 5 maart 2004     | Boedapest |

## Prestaties
| Jaar | Wedstrijd                      | Plaats       | Resultaat | Onderdeel          | Tijd    |
| ---- | ------------------------------ | ------------ | --------- | ------------------ | ------- |
| 1997 | Pan-Arabische Spelen           | Beiroet      | 1e        | 100 m              | 11,98   |
|      | Pan-Arabische Spelen           | Beiroet      | 1e        | 100 m horden       | 14,11   |
|      | Pan-Arabische Spelen           | Beiroet      | 1e        | verspringen        | 6,09 m  |
|      | Pan-Arabische Spelen           | Beiroet      | 1e        | hink-stap-springen | 13,51 m |
| 1998 | Afrikaanse kampioenschappen    | Dakar        | 1e        | verspringen        | 6,36 m  |
|      | Afrikaanse kampioenschappen    | Dakar        | 1e        | hink-stap-springen | 13,96 m |
|      | Wereldbeker                    | Johannesburg | 6e        | hink-stap-springen | 13,69 m |
|      | WK Junioren                    | Annecy       | 1e        | hink-stap-springen | 14,04 m |
|      | WK Junioren                    | Annecy       | 8e        | 100 m horden       | 14,05   |
| 1999 | WK                             | Sevilla      | 10e       | hink-stap-springen | 14,00 m |
|      | Afrikaanse Spelen              | Johannesburg | 2e        | hink-stap-springen | 14,00 m |
| 2000 | Afrikaanse kampioenschappen    | Algiers      | 1e        | hink-stap-springen | 14,64 m |
|      | Olympische Spelen              | Sydney       | 5e        | hink-stap-springen | 14,17 m |
| 2001 | Middellandse Zeespelen         | Radès        | 1e        | hink-stap-springen | 14,30 m |
| 2002 | Afrikaanse kampioenschappen    | Radès        | 3e        | hink-stap-springen | 13,78 m |
| 2003 | Pan-Arabische kampioenschappen | Amman        | 1e        | verspringen        | 6,18 m  |
|      | Pan-Arabische kampioenschappen | Amman        | 1e        | hink-stap-springen | 14,02 m |
|      | WK Indoor                      | Birmingham   | 7e        | hink-stap-springen | 14,31 m |
|      | WK                             | Parijs       | 11e       | hink-stap-springen | 14,26 m |
| 2004 | Pan-Arabische Spelen           | Algiers      | 1e        | 100 m              | 11,84   |
|      | Pan-Arabische Spelen           | Algiers      | 1e        | 100 m horden       | 13,49   |
|      | Pan-Arabische Spelen           | Algiers      | 1e        | verspringen        | 6,19 m  |
|      | Pan-Arabische Spelen           | Algiers      | 1e        | hink-stap-springen | 14,49 m |
|      | WK Indoor                      | Boedapest    | 10e       | hink-stap-springen | 14,19 m |
|      | Olympische Spelen              | Athene       | 6e        | hink-stap-springen | 14,86 m |
| 2005 | Middellandse Zeespelen         | Almería      | 1e        | hink-stap-springen | 14,98 m |
|      | WK                             | Helsinki     | 7e        | hink-stap-springen | 14,40 m |
|      | Wereldatletiekfinale           | Monaco       | 8e        | hink-stap-springen | 13,85 m |
| 2006 | Afrikaanse kampioenschappen    | Bambous      | 5e        | hink-stap-springen | 13,47 m |
| 2010 | Afrikaanse kampioenschappen    | Nairobi      | 4e        | hink-stap-springen | 13,64 m |
| 2011 | WK                             | Daegu        | 8e        | hink-stap-springen | 14,12 m |
| 2013 | Middellandse Zeespelen         | Mersin       | 3e        | hink-stap-springen | 14,04 m |